# Edelsa
Edelsa es una editorial española especializada en libros de texto y materiales para la enseñanza y el estudio de la lengua española, especialmente del español como lengua extranjera.

## Historia

### Inicios
La compañía fue fundada en junio de 1986 como una oficina de representación en territorio español de la editorial francesa A. Hatier. Dos años después la empresa adquirió una pequeña editorial española llamada Edi 6, dedicada a la publicación de textos académicos del español como lengua extranjera, la cual contaba con los textos Para empezar y Esto funciona en su catálogo.

### Posicionamiento
A partir de entonces, la editorial empezó a ampliar su catálogo con libros de texto populares como Planet@, Ven, Primer plano, Conjugar es fácil y Uso de la gramática, con traducciones en varios idiomas y ediciones para diferentes países. En 1995 la editorial francesa Hachette-Livre, perteneciente al Grupo Lagardère, adquirió a Edelsa. En la década de 2010, la editorial inició un proceso de digitalización, creando productos multimedia, plataformas virtuales, bibliotecas online y libros electrónicos.

## Obras notables
- Para empezar
- Esto funciona
- Ven
- Nuevo Ven
- ECO
- La pandilla
- Los trotamundos
- Chicos/chicas
- Primer plano
- Planet@
- Puesta a punto
- Punto final
- ¿A que no sabes...?
- Submarino